# 1991 AK

1991 AK

1991 AK är en asteroid i huvudbältet som upptäcktes den 9 januari 1991 av de båda japanska astronomerna Masaru Arai och Hiroshi Mori vid Yorii-observatoriet i Japan.
Asteroiden har en diameter på ungefär 7 kilometer.